# Abdul-Malik al-Houthi
Abdul-Malik al-Houthi (sinh ngày 1 tháng 1 năm 1982) là lãnh đạo của nhóm phiến quân Ansar Allah (Houthis). Anh em của ông là Yahia Badreddin al-Houthi và Abdul-Karim Badreddin Al-Houthi cũng là lãnh đạo của nhóm, cũng như người anh quá cố Hussein Badreddin al-Houthi.
Houthi được cho là đã bị thương nặng trong một cuộc không kích diễn ra vào tháng 12 năm 2009. Ngày 26 tháng 12 năm 2009, một số nguồn tin đưa tin Houthi đã bị giết. Tuy nhiên,  tuyên bố này đã bị Houthis bác bỏ và sau đó họ đã phát một video chứng tỏ Houthi còn sống.